# Nové Město (Čáslav)
Nové Město (německy Neustadt) je část města Čáslav v okrese Kutná Hora. Tvoří prakticky celé okolí kolem vnitřní historické zástavby. Je zde evidováno 1756 adres. Trvale zde žije 9172 obyvatel.
Nové Město leží v katastrálním území Čáslav o výměře 23,5 km2.